# خوان كارلوس جاريدو (ممثل)
خوان كارلوس جاريدو (بالإسبانية: José Corbacho)‏ (و. 1965  م) هو ممثل، ومخرج أفلام، وكاتب سيناريو، وصحفي، ومقدم تلفزيوني، وفكاهي ‏ إسباني، ولد في لوسبيتاليت دي يوبريغات.

## وصلات خارجية
- خوان كارلوس جاريدو على موقع IMDb (الإنجليزية)
- خوان كارلوس جاريدو على موقع ألو سيني (الفرنسية)
- خوان كارلوس جاريدو على موقع تيرنر كلاسيك موفيز (الإنجليزية)
- خوان كارلوس جاريدو على موقع أول موفي (الإنجليزية)
- خوان كارلوس جاريدو على موقع قاعدة بيانات الفيلم (الإنجليزية)
- خوان كارلوس جاريدو على موقع كينوبويسك (الروسية)